# Czeremoszna Wola
Czeremoszna Wola (ukr. Черемо́шна Во́ля) – wieś na Ukrainie w rejonie kowelskim, w obwodzie wołyńskim. W II Rzeczypospolitej miejscowość wchodziła w skład gminy wiejskiej Hołowno w powiecie lubomelskim województwa wołyńskiego. Do II wojny światowej w pobliżu miejscowości znajdował się chutor Krasne.
Do 2020 w rejonie lubomelskim.